# Watanabella
Watanabella är ett släkte av insekter. Watanabella ingår i familjen dvärgstritar.
Kladogram enligt Catalogue of Life:
| Watanabella | \| \| Watanabella graminea \| \| \| \| \| \| Watanabella montivagus \| \| \| \| |
|             | \| \| Watanabella graminea \| \| \| \| \| \| Watanabella montivagus \| \| \| \| |
|             | Watanabella graminea                                                            |
|             |                                                                                 |
|             | Watanabella montivagus                                                          |
|             |                                                                                 |